# Giải đua ô tô Công thức 1 châu Âu 2006
Giải đua ô tô Công thức 1 châu Âu năm 2006 là chặng đua thứ năm của giải vô địch thế giới Công thức 1 năm 2006. Giải được tổ chức vào ngày 7 tháng 5 năm 2006.

## Xếp hạng chi tiết
| TT      | Tên                  | Đội đua             | Thời gian                 | Điểm |
| ------- | -------------------- | ------------------- | ------------------------- | ---- |
| 1       | Michael Schumacher   | Ferrari             | 1 giờ 35 phút 58,765 giây | 10   |
| 2       | Fernando Alonso      | Renault             | +3,7 giây                 | 8    |
| 3       | Felipe Massa         | Ferrari             | +4,4 giây                 | 6    |
| 4       | Kimi Raikkonen       | McLaren             | +4,8 giây                 | 5    |
| 5       | Rubens Barrichello   | BAR Honda           | +72,5 giây                | 4    |
| 6       | Giancarlo Fisichella | Renault             | +74,1 giây                | 3    |
| 7       | Nico Rosberg         | Williams            | +74,5 giây                | 2    |
| 8       | Jacques Villeneuve   | BMW                 | +89,3 giây                | 1    |
| 9       | Jarno Trulli         | Toyota              | +1 vòng                   |      |
| 10      | Nick Heidfeld        | BMW                 | +1 vòng                   |      |
| 11      | Scott Speed          | Scuderia Toro Rosso | +1 vòng                   |      |
| 12      | Tiago Monteiro       | Midland             | +1 vòng                   |      |
| 13      | Christijan Albers    | Midland             | +1 vòng                   |      |
| bỏ cuộc | Ralf Schumacher      | Toyota              | vòng 52                   |      |
| bỏ cuộc | Juan Pablo Montoya   | McLaren             | vòng 52                   |      |
| bỏ cuộc | Takuma Sato          | Super Aguri         | vòng 45                   |      |
| bỏ cuộc | Franck Montagny      | Super Aguri         | vòng 29                   |      |
| bỏ cuộc | Jenson Button        | BAR Honda           | vòng 28                   |      |
| bỏ cuộc | Christian Klien      | Red Bull            | vòng 28                   |      |
| bỏ cuộc | Mark Webber          | Williams            | vòng 12                   |      |
| bỏ cuộc | David Coulthard      | Red Bull            | vòng 2                    |      |
| bỏ cuộc | Vitantonio Liuzzi    | Scuderia Toro Rosso | vòng 0                    |      |

Đội đua Super Aguri: Franck Montagny thay thế Yuji Ide.